# Zamarada terpsichore
Zamarada terpsichore là một loài bướm đêm trong họ Geometridae.